# Roland Palmer
Roland Palmer (Brentwood, 1973) is een Brits-Nederlandse ondernemer. Hij is vooral bekend als voormalig CEO van Blokker Holding en huidig eigenaar van Blokker. Na het faillissement nam hij de merknaam en de franchiserechten van de voormalige Nederlandse winkelketen over. Hij is een neef van Jaap Blokker.

## Biografie

### Jeugd
Roland Palmer werd geboren in Brentwood, Engeland, ongeveer een half uur rijden van Londen. Hij is de zoon van Ans Palmer-Blokker, de zus van Jaap en Ab Blokker. Palmer groeide op in Engeland, wat hij later beschouwde als een voordeel omdat hij zich kon ontwikkelen buiten de schijnwerpers van zijn bekende familie in Nederland.Palmer studeerde van 1992 tot 1996 Philosophy, Politics and Economics (PPE) aan de Universiteit van Oxford.

### Carrière
Palmer begon zijn loopbaan na zijn studie bij gerenommeerde bedrijven zoals Unilever, waar hij als brandmanager werkte, en The Coca-Cola Company. Bij Bain & Company deed hij vervolgens ervaring op als consultant.

#### Blokker Holding (2009-2015)
In 2009 kreeg Palmer van zijn oom Jaap Blokker de opdracht zich voor te bereiden op een leidersrol binnen Blokker Holding. Om het bedrijf vanaf de basis te leren kennen, startte hij als winkelmedewerker in een filiaal in Amsterdam-Noord. Na het overlijden van Jaap Blokker in 2011 trad Palmer aan als CEO.
Tijdens zijn leiderschap probeerde hij het traditionele familiebedrijf te moderniseren met plannen voor een sterkere focus op online verkoop en vernieuwde winkelformules. Dit stuitte echter op weerstand van de oude garde, waaronder zijn oom Ab Blokker. Uiteindelijk leidde een ‘verschil van inzicht’ in 2015 tot zijn vertrek.

#### Alibaba (2015-heden)
Na zijn tijd bij Blokker maakte Palmer een opvallende overstap naar het Chinese techbedrijf Alibaba. Hij begon als directeur voor de Benelux en groeide al snel door tot general manager voor het Verenigd Koninkrijk, de Benelux en de Scandinavië. In deze rol helpt hij westerse bedrijven succesvol de Chinese markt te betreden.

#### Terugkeer naar Blokker
Op 23 december 2024 werd Roland Palmer genoemd als mogelijke koper van de failliete Blokker-keten, nadat curatoren aangaven een serieuze overnamekandidaat te hebben gevonden. Een dag later, op 24 december, bevestigde Erwin Blokker, een neef van Palmer, dat Palmer inderdaad het merk zou overnemen. Begin 2025 nam Palmer de merknaam Blokker, de domeinnamen, klantgegevens en circa 45 franchisewinkels over. Daarmee kwam Blokker, na vijf jaar in handen van de Mirage Retail Group onder leiding van Michiel Witteveen, opnieuw onder familiebeheer.
Palmer richtte voor de herstart een nieuwe holdingstructuur op, waarbij de merkactiviteiten onder centrale aansturing vallen. Elke nieuwe winkel opereert binnen deze structuur als een afzonderlijke besloten vennootschap (B.V.) met een eigen, oplopende naamgeving. De vestigingen worden geleidelijk geopend onder de naam Blokker NEW. In april 2025 werd tevens bekend dat Palmer wordt ondersteund door een team van voormalige Blokker-directieleden, onder wie Ack Peters en Fred Letschert, met wie hij eerder samenwerkte bij Alibaba. Ook voormalig verkoopmanager Peter Swenneker is betrokken bij de doorstart.

## Privé
Palmer heeft een vrouw en kinderen en woont afwisselend in Amsterdam en Londen.

## Referentie
1. 1 2  Nieuwe eigenaar Blokker haalt veteranenteam binnen. RTL.nl (23 april 2025). Geraadpleegd op 30 april 2025.
2. ↑  Wie is Roland Palmer, de Blokker-telg die de huishoudketen wil redden?. Quote Net (24 december 2024). Geraadpleegd op 24 december 2024.